# 葉門炸彈襲擊韓國人事件
也门炸弹袭击韩国人事件指的是发生于2009年3月16日的一起恐怖襲擊事件，当天，一批韓國旅客在位於也門東南部哈德拉毛省的希巴姆古城正在遊覽時遭受恐怖襲擊，造成4人死亡和多人受傷。
兩日後（3月18日），該國政府官員代表前往當地時亦遭受同樣襲擊，沒有人员傷亡。
七日後（3月25日），中國外交部和香港特區政府發出通告；提醒人們前往當地時要注意人身安全。
翌日（3月26日），當地政府拘捕6名基地組織的成員；懷疑與案件有關。

## 資料來源
1. ↑  星島日報：也門爆炸南韓遊客四死三傷[]
2. ↑  星島日報：南韓旅行團也門遇恐襲4死5傷[]
3. ↑  明報：也門炸彈襲擊韓遊客8死傷[]
4. ↑  明報：也門炸彈襲遊客共11傷亡[]
5. ↑  .   [2009-07-22]. （原始内容存档于2009-03-20）.
6. ↑  明報：也門再現針對韓國人襲擊[]
7. ↑  星島日報：南韓也門應變小組遇襲無人傷[]
8. ↑  星島日報：外交部籲也門中國公民注意安全[]
9. ↑  明報：在也門的華人須注意安全[]
10. ↑  .   [2009-07-22]. （原始内容存档于2009-03-28）.
11. ↑  星島日報：也門拘獲6名基地組織成員[]

## 外部連結
- 香港政府新聞網：前赴也門的市民應密切留意當地的局勢 （页面存档备份，存于） 2009年3月25日